# Мадам из Тебе
Мадам из Тебе (фр. Madame de Thèbes; 1845 — 1916), псеудоним је Ане Викторине Савињи, француске видовњакиње и хироманткиње. Своју делатност прорицања будућности је започела у својој дневној соби у стану у авенији Ваграм бр. 29 у Паризу. Сваког Божића објављивала је своја пророчанства у једном високотиражном алманаху. Према различитим изворима, Мадам из Тебе предвидела је Боерски рат, Руско-јапански рат, почетак Првог светског рата и многе друге историјске догађаје.

## Филмопграфија
Године 1915. фински режисер Морис Стилер, инспирисан њеним животом, снимио је филм Madame de Thèbes.